# Willesborough
Willesborough est un village du Kent, en Angleterre.